# Дганрадж Піллай
Дганрадж Піллай (16 липня 1968) — індійський хокеїст на траві.
Учасник Олімпійських Ігор 1992, 1996, 2000, 2004 років.
Переможець Азійських ігор 1998 року, срібний призер 1990, 1994, 2002 років.
Переможець Виклику чемпіонів 2001 року.
Чемпіон Азії 2003 року, срібний призер 1989, 1994 років, бронзовий призер 1999 року.